# Carl Fredrik Nyman
Para el compositor minimalista, véase Michael Nyman.
Carl Fredrik Nyman (1820, Estocolmo - 1893, ibíd.) fue un botánico especialista de los musgos.
Nyman fue curador en el "Riksmuseum de Estocolmo". Junto con Heinrich Wilhelm Schott y Karl Georg Theodor Kotschy, publican Analecta botanica, en 1854.

## Obra
- Conspectus Florae Europaeae con 4 partes: 1 - sep 1878; 2 - oct 1879; 3 - prob. jul 1881; 4 - oct 1882 Additamenta - dic 1885
- Sylloge Florae Europaeae...Oerebroae, 1885
- Nyman, CF; S Jacobsson. Utkast Till Svenska Vaxternas Naturhistoria, Eller, Sveriges Fanerogamer Skildrade I Korthet Med Deras Vaxtstallen Och Utbredning M.M., Deras Egenskaper, Anvandning Och Historia I Allmanhet. Ed. Gidlund. ISBN 91-7021-303-8

## Honores

### Eponimia
Género
- (Meliaceae) Nymania Lindb.[1]

- (Euphorbiaceae) Nymania K.Schum.[2]

Especies (27 + 2 + 2 + 1)
- (Asclepiadaceae) Cryptolepis nymanii (K.Schum.) P.I.Forst.[3]

- (Elaeocarpaceae) Sloanea nymanii K.Schum. & A.C.Sm.[4]

- (Fagaceae) Lithocarpus nymanianus Rehder[5]

- (Meliaceae) Dysoxylum nymanianum Harms[6]

- (Orchidaceae) Habenaria nymaniana Schltr.[7]
- La abreviatura «Nyman» se emplea para indicar a Carl Fredrik Nyman como autoridad en la descripción y clasificación científica de los vegetales.[8]

También aparece como miembro de:
- Fr. & Nyman